# ENAV
ENAV est une entreprise publique italienne de gestion du trafic aérien.

## Histoire
Enav est issue de l'ancienne agence publique spécialisée dans la même activité, dont son nom issue de son acronyme : Ente Nazionale Assistenza al Volo (ENAV). Le changement de statut d'agence publique à entreprise contrôlée par l'état a été réalisé en 2001.
En août 2015, l'état italien annonce son intention de privatiser partiellement ENAV, avec une vente de 49 % de son capital dans le courant de l'année 2016. Il espère une valorisation globale de 1,8 à 2 milliards d'euros et donc tirer 700 à 800 millions d'euros de la vente de cette participation.